# Securitatea porturilor de comunicare

Securitatea porturilor

Multe rețele oferă acces deschis spre rețea prin comutatorul de rețea (priza ethernet din perete are o conexiune directă la comutatorul de rețea care funcționează la nivelul 2 OSI). De aceea, dacă există conexiune fizică către comutatorul de rețea, însemnă că există și acces către rețea. Aceste lucru este bun pentru productivitate, dar în schimb creează vulnerabilități de securitate.
După ce este obținut accesul la rețea, un utilizator sau dispozitiv poate fie conștient sau inconștient să inițieze așa numitul proces de "snooping" sau un atac de tipul "man-in-the-middle" atât asupra rețelei cât și utilizatorii acestor rețele.

## MAC Flooding

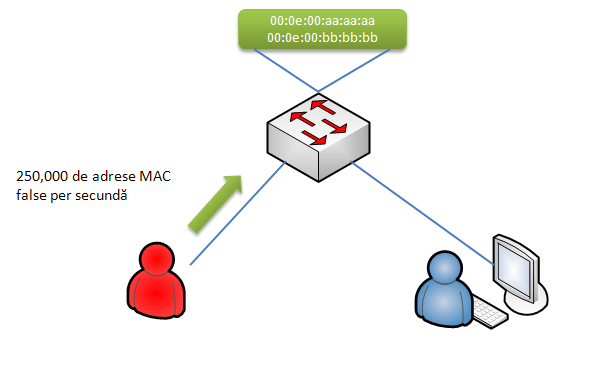

Atacurile de tip MAC flooding au menirea să umple tabelul de adrese a comutatorului de rețea. Acest lucru poate crea situații care împiedică buna funcționarea a comutatorului, unde hackerul va putea acces la rețea și la informații confidențiale. Acest lucru funcționează din motivul că comutatorul tinde de a trece într-un anumită stare unde "sniffing-ul" și "snooping-ul" devine mult mai ușor pentru hackeri.

Activarea securității a porturilor de comunicare a comutatorului de rețea poate limita numărul de adrese MAC per port la un număr practicabil, cum ar fi trei adrese. Acest este un număr coresounzător pentru majoritatea porturilor a comutatorului de rețea. Fluxul de adrese inutile este oprit după ce se atinge limita, și nu sunt acceptate adrese MAC suplimentare. 

## DHCP servere fictive

Server DHCP fictiv

Persoanele atacante pot utiliza cereri DHCP fictive și răspunsurile asociate pentru a prelua controlul unui dispozitiv al unui utilizator legitim. Acest lucru la fel poate fi folosit pentru a uzurpa conexiunea a dispozitivului legitim cu scopuri clandestine. De asemenea hackerii pot încerca sa suprasolicite serverul DHCP legitim cu scopul de a-l scoate din funcție, astfel utilizatorii legitimi nu vor putea beneficia de serviciile serverului DHCP legitim.
Dacă este activată opțiunea DHCP snooping, cererile DHCP per port pot fi limitate la un număr practicabil într-o anumită perioadă de timp. DHCP snooping poate de asemenea de a bloca răspunsuri DHCP fictive, asigurându-se că răspunsurile DHCP vin doar de la servere DHCP legitime.

## ARP Poissoning/Spoofing
Adress Resolution protocol (ARP) este un instrument care permite dispozitivelor de a comunica, atunci când acestea nu au toată informația de care au nevoie cu privire la dispozitivul cu care ei doresc să comunice. Hackerii folosesc ARP pentru a afla aderesele MAC și IP ale utilizatorilor legitimi pentru a folosi o metodă numită "gratuitous ARP". Îndată după ce el află aceste adrese el poate utiliza cu scopul de a avea acces la informația confidențială a utilizatorilor din rețea.